# Éva Novák
Éva Novák-Gerard (* 8. Januar 1930 in Budapest; † 30. Juni 2005 in Brüssel) war eine ungarische Schwimmerin.

## Leben
Éva Novák war von 1947 bis 1953 Mitglied der ungarischen Nationalmannschaft. Bei den Olympischen Sommerspielen 1948 in London gewann sie die Bronzemedaille im 200-Meter-Brustschwimmen. 1950 und 1951 brach sie zweimal den Weltrekord über die 200 m Brust, zuletzt mit einer Zeit von 2:48,5 min. Im Jahr darauf nahm sie an den Olympischen Sommerspielen in Helsinki teil, wo sie eine Silbermedaille über die 200 m Brust holte. Gemeinsam mit ihrer älteren Schwester Ilona Novák (1925–2019), Judit Temes und Katalin Szőke gewann sie außerdem die Goldmedaille mit der 4 × 100-m-Freistilstaffel. Mit einer Zeit von 4:24,4 min brach ihre Staffel den bisherigen Langbahnweltrekord, den die ungarischen Schwimmerinnen erst im April desselben Jahres in Moskau aufgestellt hatten, dort in der Besetzung Mária Littomericzky, Éva Novák, Éva Székely und Katalin Szöke. Neben ihren internationalen Erfolgen holte Novák 33 ungarische Titel.
In Helsinki lernte Éva Novák ihren zukünftigen Ehemann, den belgischen Reporter Pierre Gérard, kennen. Sie zog nach Brüssel, wo sie Medizin studierte und später als Ärztin praktizierte. Sie schwamm für ihr neues Heimatland, holte acht belgische Titel und nahm für Belgien an den folgenden Olympischen Spielen 1956 teil. Nach Ungarn konnte sie aufgrund des Eisernen Vorhangs lange Zeit nicht zurückkehren.
1973 wurde sie zusammen mit ihrer Schwester Ilona Novák in die International Swimming Hall of Fame aufgenommen. Sie waren das einzige Schwesternpaar, das je olympisches Gold im Schwimmsport errang.
Éva Novák starb mit 75 Jahren in Brüssel. Sie wurde auf dem Farkasréti-Friedhof in Budapest beigesetzt.